# Пашкова, Лариса Алексеевна
Лари́са Алексе́евна Пашко́ва (12 октября 1921, Балахна, Нижегородская губерния, РСФСР — 14 февраля 1987, Москва, РСФСР, СССР) — советская актриса. Народная артистка РСФСР (1963). Лауреат Сталинской премии второй степени (1952).

## Биография
Лариса Пашкова родилась 12 октября 1921 года в городе Балахна Нижегородской губернии.
Младшая сестра актрисы театра имени Вахтангова Г. А. Пашковой.
Вслед за старшей сестрой поступила в театральную студию при Театре имени Вахтангова, окончив которую в 1942 году, так же, как сестра, была принята в Вахтанговский театр.
Преподавала в Театральном училище имени Б. В. Щукина, а кроме того преподавала в других театральных студиях, в частности, в Осетинской и Тувинской национальных студиях.
Жизнь актрисы, начавшись столь радужно, сложилась трагически. Она попала в автокатастрофу, была прооперирована, но осталось увечье: одна нога стала короче другой. После нескольких лет простоя Пашкова предложила театру поставить спектакль «Западня» Золя, где сыграла хромую Жервезу. Но дальше непросто было скрывать своё физическое несовершенство, хромота несла с собой ещё и профессиональную трагедию, тем не менее актриса мужественно выходила на сцену.
А вскоре в её жизни разразилась новая беда. Пришедший к власти Ю. В. Андропов начал громкие показательные процессы по взяточничествам и казнокрадству. Результатом этого стал арест в 1982 году за взяточничество мужа Ларисы Пашковой, генерального директора «Союзгосцирка» заслуженного деятеля искусств РСФСР Анатолия Колеватова (1920—1997) и приговор: 13 лет (по другим источникам — 15). Колеватов был освобождён досрочно, но с женой уже не увиделся — она покончила с собой в Москве 14 февраля 1987 года.
Дочь Людмила Пашкова (1942—2021), актриса Малого театра.
Похоронена на Кунцевском кладбище в Москве (уч. 10).

## Роли в театре
- 1948 — «Макар Дубрава» А. Е. Корнейчука. Режиссёр: И. М. Рапопорт — Марфа
- 1951 — «Егор Булычов и другие» М. Горького. Режиссёр: Борис Захава — Варвара
- 1952 — «Два веронца» Шекспира. Режиссёр: Евгений Симонов — Лючетта
- 1954 — «Чайка» А. Чехова. Режиссёр: Б. Е. Захава — Маша
- 1956 — «Филумена Мартурано» Эдуардо де Филиппо. Режиссёр Евгений Симонов — Лючия
- 1956 — «Одна» С. И. Алешина. Режиссёр: А. Ремизова — Мария Михайловна
- 1957 — «Город на заре» А. Н. Арбузова и Арбузовской студии. Режиссёр: Е. Р. Симонов — Оксана
- 1959 — «Стряпуха» А. Софронова. Режиссёр: Р.Симонов — Галина Сахно
- 1960 — «Дамы и гусары» А. Фредро. Режиссёр: А. И. Ремизова — госпожа Дындальская
- 1965 — «Западня» по одноимённому роману Э. Золя. Режиссёры: Е. Симонов и В. Г. Шлезингер — Жервеза
- 1966 — «Конармия» — по рассказам И. Бабеля. Режиссёр: Рубен Симонов — Деревенская баба
- 1967 — «Виринея» Л. Н. Сейфуллиной и В. П. Правдухина. Режиссёр: Р. Н. Симонов — Анисья
- 1968 — «Дети солнца» М. Горького. Режиссёр: Евгений Симонов — Мелания
- 1970 — «Память сердца» А. Корнейчука — Катерина
- 1970 — «Человек с ружьём» Н. Погодина — Надежда

## Роли в телеспектаклях
- 1953 — Егор Булычов и другие (телеспектакль, 1953) — Варвара
- 1958 — Город на заре (телеспектакль) — Оксана
- 1968 — Возвращение (телеспектакль) — жена фронтовика
- 1971 — Егор Булычев и другие (телеспектакль, 1971) — Варвара
- 1972 — Западня (телеспектакль) — Жервеза
- 1972 — День за днем (телеспектакль) — Галина
- 1974 — Память сердца (телеспектакль) — Катерина Михайловна
- 1975 — Конармия (телеспектакль) — баба с ребёнком
- 1976 — Дамы и гусары (телеспектакль) — госпожа Дындальская
- 1976 — Доктор философии (телеспектакль) — Сойка
- 1977 — Человек с ружьём (телеспектакль) — Надя
- 1980 — Незнакомец (телеспектакль) — Дуся

## Роли в кино
- 1961 — Вольный ветер — Регина
- 1968 — Урок литературы (фильм) — мать Нины
- 1972 — День за днём — Галина
- 1971 — Корона Российской империи, или Снова неуловимые — Франсуаза, жена посла
- 1972 — Красно солнышко — мама Николая
- 1973 — Опознание(фильм) — Элизабет Шляйгер
- 1975 — Все улики против него — Мария Георгицэ, мать невесты
- 1975 — Клад — Файруза
- 1976 — Середина жизни — Елизавета Прокофьевна Раскатова
- 1980 — Добряки — Елизавета Сергеевна Сычова
- 1980 — Этот фантастический мир. Выпуск 3, новелла «Блистающий мир»
- 1980 — Этот фантастический мир. Выпуск 4 — мама Алёши
- 1981 — Ожидание — главная роль
- 1981 — Житие святых сестёр — Евлампия

## Дубляж
- 1952 — Рим в 11 часов
- 1957 — «Ночи Кабирии» — Кабирия (за дублирование на русский язык главной роли в фильме Федерико Феллини актриса Джульетта Мазина подарила Ларисе Пашковой свой портрет с подписью — словами восхищения и благодарности[1]).
- 1960 — Привидения в замке Шпессарт — привидение Катрин
- 1964 — Вперёд, Франция! — Леди Иветт Брисберн 'Vévette' (роль Колетт Броссе)
- 1964 — Лимонадный Джо — Торнадо Лу
- 1966 — Большая прогулка — Жермен

### Озвучивание мультфильмов
- 1961 — Ключ — фея Лилиана
- 1965 — Лягушка-путешественница — Лягушка-путешественница
- 1978 — Чудеса среди бела дня — Маша
- 1979 — Пер Гюнт

## Награды и премии
- Орден Трудового Красного Знамени (1971)
- Народная артистка РСФСР (1963)
- Заслуженная артистка РСФСР (1957)
- Сталинская премия второй степени (1952) — за исполнение роли Варвары в спектакле «Егор Булычов и другие»